# Đorđe Tutorić
Đorđe Tutorić (cirill betűkkel: Ђорђе Туторић, Szabadka, Jugoszlávia, 1983. március 5. –) szerb labdarúgó, a szerb válogatottban egy alkalommal szerepelt.

## Pályafutása

### Crvena zvezda
Szülei a mai Bosznia-Hercegovina területéről származnak, és onnan költöztek Szabadkára. Pályafutását a Crvena zvezda csapatában kezdte el 2002-ben.
Első évében rögtön kölcsönadták a Jedinstvo Ub gárdájának. Három szezont töltött el itt, összesen nyolcvannégy meccsen szerepelt, és hat gólt ért el. Visszatérése után, újra kölcsönadták, ezúttal a Mladost Apatin csapatának. Itt huszonhárom mérkőzésén egyszer volt eredményes.
A 2007/08-as szezonban már újra a Crvena zvezda játékosa volt, ahol alapemberré vált. Huszonhét bajnokin szerepelt, mindössze ötöt hagyott ki. Gólt nem sikerült szereznie, de a csapatával sikerült megnyernie a szerb bajnokságot. A 2008/09-es szezonra mégis továbbállt a csapattól.

### Kocaelispor
Végül a török Kocaelispornál kötött ki. Mindössze nyolc találkozón kapott szerepet az őszi szezonban, majd télen visszatért a zvezdához. A 2008/09-es török bajnokságot végül utolsó előttiként fejezte be a Kocaelispor. Ezzel a tizenhetedik hellyel a klub kiesett az első osztályból.

### Crvena zvezda – újra
Tutorić a kieső hely elkerüléséért harcoló csapatot felváltotta egy bajnoki aranyért küzdő csapatért. Végül csak harmadikak lettek a bajnokságban, nagy hátránnyal, huszonegy ponttal lemaradva a Partizantól. A 2009/10-es szezonban még két meccsen pályára lépett a Crvena zvezdánál, majd télen továbbállt.

### Ferencváros
2010 februárjában írta alá a fél évre szóló szerződését a Ferencváros csapatánál. A csapatban 2010. március 3-án mutatkozott be, a Zalaegerszeg ellen. E mérkőzés után már stabil kezdőjátékossá vált, és végigjátszotta a tavaszi szezon összes meccsét. 2010. május 15-én gólt is szerzett, a Diósgyőr ellen. A 2009/10-es bajnokságot végül hetedikként zárta a csapatával.
2010 júniusában lejárt a fél évre szóló egyezsége a csapatnál. Hosszabb egyeztetés után, végül három évvel meghosszabbította szerződését a zöld-fehéreknél, így a 2010/11-es szezont is a Fradinál kezdte el.
2011 nyarán a klub által felajánlott szerződésmódosítást nem fogadta el, távozott a klubtól.

### FK Novi Pazar
2012 januárjában a 2011-12-es idény végéig szóló szerződést kötött a Novi Pazarral.

## A válogatottban
2007. november 24-én mutatkozott be a szerb válogatottban, egy Kazahsztán elleni Eb-selejtezőn. A Belgrádban rendezendő mérkőzésen Tutorić végig a pályán volt. A végeredmény 1–0 lett a szerbeknek.

### Mérkőzései a szerb válogatottban
| #  | Dátum              | Helyszín | Ellenfél   | Végeredmény | Esemény      |
| -- | ------------------ | -------- | ---------- | ----------- | ------------ |
| 1. | 2007. november 24. | Belgrád  | Kazahsztán | 1 – 0       | Eb-selejtező |

## Sikerei, díjai
Szerbia és Montenegró-i bajnokságban
- Aranyérmes: 2003/04

Szerbia és Montenegró-i Kupában
- Aranyérmes: 2004

Szerb bajnokságban
- Aranyérmes: 2006/07

Szerb Kupában
- Aranyérmes: 2007

## Magánélete
2010 májusában egy délvidéki ferencvárosi szurkoló súlyos vádakat fogalmazott meg ellene. Ezek szerint Tutorić évekkel ezelőtt magyar verésekben is részt vett, társaival magyar fiatalokat terrorizált. A levél megjelenésének másnapján, Tutorić így nyilatkozott az őt ért vádakra:
"Határozottan kijelentem, hogy a vádak, amelyekkel a névtelen levélben illettek, teljes mértékben valótlanok, soha nem tettem olyan dolgokat, amiket írtak, azokat határozottan visszautasítom."

## Külső hivatkozások
- Adatlapja a HLSZ.hu-n (magyarul)
- Adatlapja a national-football-teams.com-on (angolul)
- Adatlapja a transfermarkt.co.uk-n (angolul)